# Битва при Тегирах
Битва при Тегирах (сражение при Тегире) (375 год до н. э.) — военное столкновение между фиванскими и спартанскими войсками во время Беотийской войны.

## События, предшествовавшие битве
В 375 году до н. э. фиванские войска развернули боевые действия против беотийских городов, находившихся под властью Спарты, с целью изгнать спартанцев из Беотии и возродить Беотийский союз. Фиванский военачальник Пелопид, узнав, что спартанский гарнизон беотийского Орхомена выступил в поход на Локриду, вместе со Священным отрядом и небольшим отрядом конницы поспешил к Орхомену, надеясь захватить его. Приблизившись к Орхомену, фиванцы обнаружили, что к городу для усиления гарнизона подходит новое значительное спартанское войско. Вынужденный отступить под защиту Тегир, Пелопид в ущелье столкнулся с первым спартанским отрядом, возвращающимся из Локриды.

## Ход битвы
Фиванские силы (300 пехотинцев плюс конница) значительно уступали спартанским, составлявшим 2 моры (по разным оценкам от 1000 до 1800 человек). Когда дозорные обнаружили спартанское войско впереди, кто-то подбежал к Пелопиду и крикнул: «Мы наткнулись на противника!». Пелопид ответил «Что ты, скорее противник — на нас!», приказал коннице выдвинуться вперёд и атаковать противника, а пехоте — плотнее сомкнуть ряды и ударить следом.
Первый удар более плотного и компактного строя фиванцев был нацелен на спартанских военачальников, и когда в бою пали оба полемарха Феопомп и Горголеон, спартанцы в замешательстве расступились перед фиванцами, пропуская их. Однако фиванцы продолжали теснить и истреблять врага.
Далеко преследовать врага Пелопид не стал, опасаясь как проспартански настроенных жителей Орхомена, так и свежего спартанского отряда. Воздвигнув трофеон и сняв доспехи с павших врагов, фиванцы вернулись домой.

## Последствия битвы
Сражение при Тегире было небольшим эпизодом Беотийской войны, однако оно имело важные последствия. Никогда ранее спартанцы в войнах с греками или варварами, не терпели поражения от уступающего в численности противника. Эта битва была как бы прелюдией к битве при Левктрах.